# Раубах
Раубах (нім. Raubach) — громада в Німеччині, розташована в землі Рейнланд-Пфальц. Входить до складу району Нойвід. Складова частина об'єднання громад Пудербах.
Площа — 7,83 км2. Населення становить 1988 ос. (станом на 31 грудня 2020).